# Edelhofkapelle

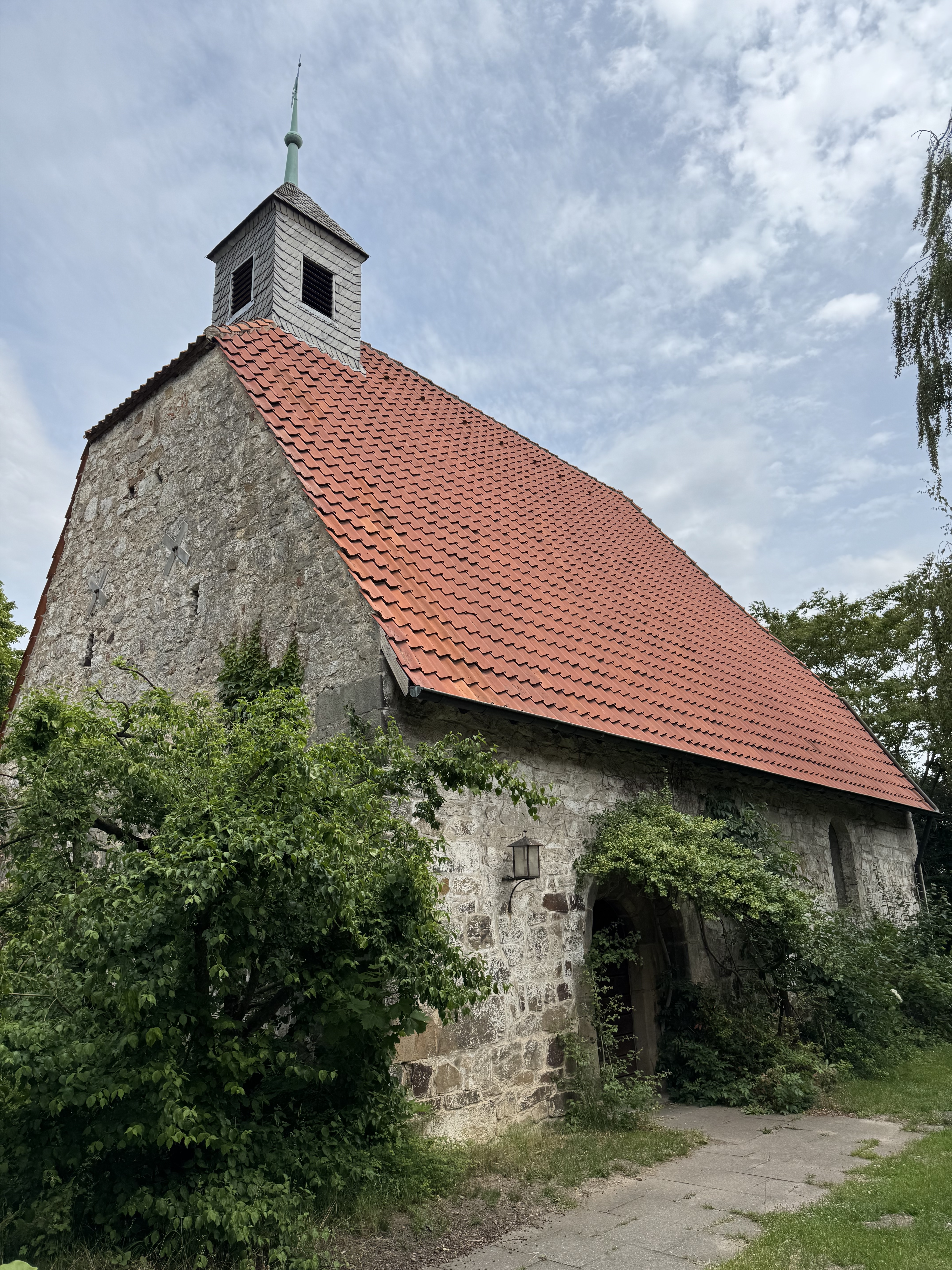
Die um 1340 von der Familie von Alten errichtete Marienkapelle auf dem Edelhof Ricklingen

Die Edelhofkapelle (auch: Marienkapelle) ist das älteste und zugleich bedeutendste Gebäude im hannoverschen Stadtteil Ricklingen. Standort der im 14. Jahrhundert durch die Familie von Alten errichtete, heute denkmalgeschützten Kapelle ist der Edelhof Ricklingen.

## Geschichte
Die Edelhofkapelle bildet den Kern des als Ort erstmals zwischen 1185 und 1206 urkundlich erwähnten Dorfes „Rikelinge“, während ein Theodericus de Riclinge bereits nach 1124 dokumentiert ist. Um 1340 errichtete hier die Familie von Alten als Grundeigentümer und Bauherr die Marienkapelle auf dem Gelände des Edelhofes.
Während der Luftangriffe auf Hannover im Zweiten Weltkrieg wurde die Kapelle teilweise zerstört und von 1963 bis 1966 wieder aufgebaut.
Bis zur Gründung der selbständigen Michaelisgemeinde im Jahre 1877 war die Kapelle eine Filialkirche der Kirche St. Martin (Linden).

## Baubeschreibung

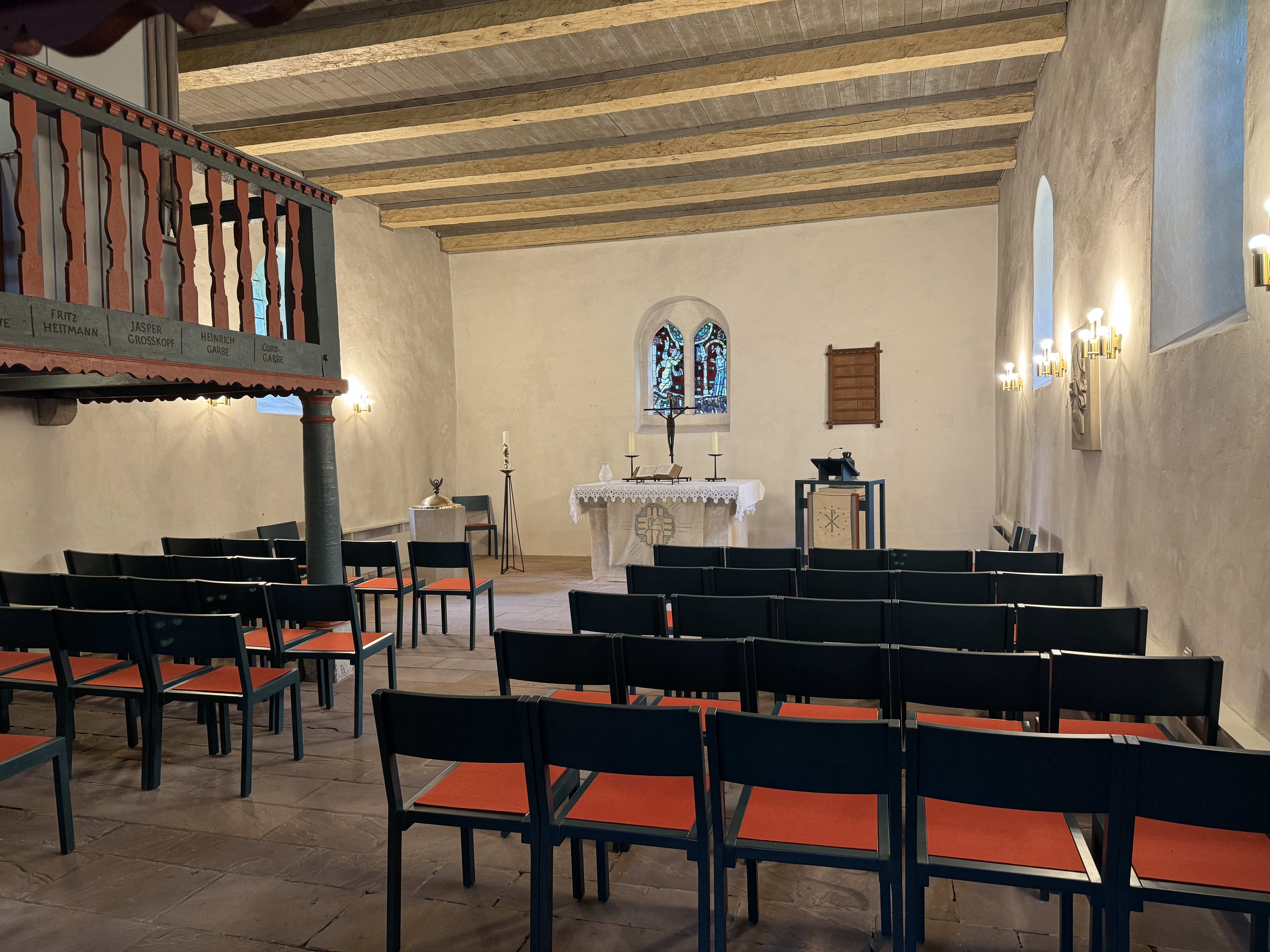
Innenraum (2025)

Die kleine Kapelle ist ein rechteckiger Bau aus gebrochenem Kalkstein mit Eckquaderung. Über dem steilen Schopfwalmdach bekrönt ein einfacher Dachreiter das Gebäude. Die schmalen Fenster an den Seitenwänden sind rundbogig geschlossen, während die ebenfalls rundbogige Tür an der südlichen Traufe in eine spitzbogige Blendnische führt. Die eigenhändig von Charles Crodel ausgeführten Farbglasfenster stiftete 1965 die Familie von Alten.

## Orgel

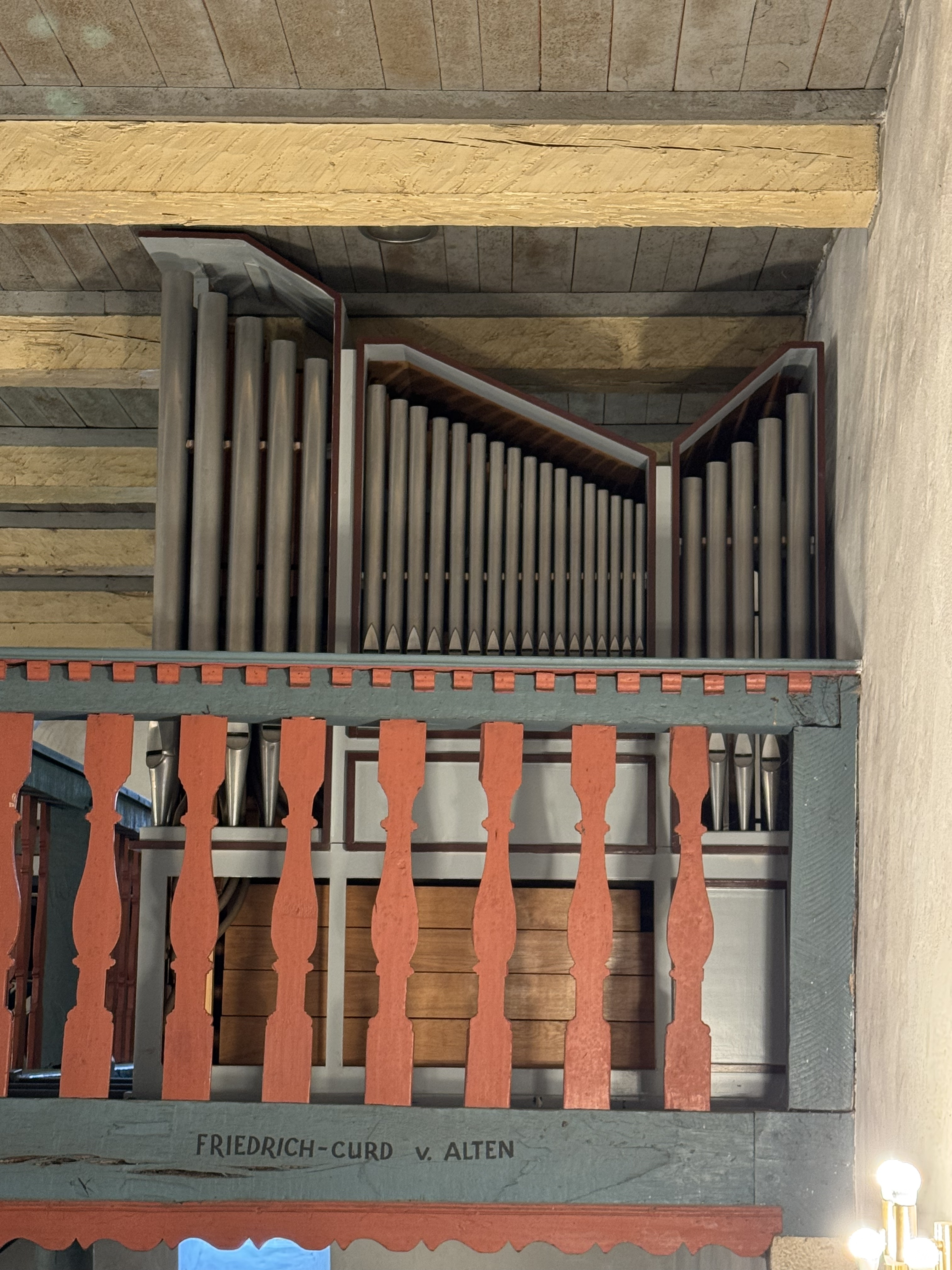
Orgel auf der Seitenempore

Die Orgel wurde 1962 von der Orgelbauwerkstatt Schmidt & Thiemann (Hannover) für die ev.-luth. Maria-Magdalenen-Kirche in Ricklingen erbaut. Nach deren Entwidmung wurde das Instrument 2009 auf die Seitenempore der Edelhofkapelle versetzt. Aufgrund der geringeren Raumhöhe der Empore musste das Gehäuse der Orgel den neuen Raumverhältnissen angepasst und der Subbass 16' baulich verändert werden. Das Manualwerk wurde an der vorderen Brüstung der Seitenempore aufgestellt. Aufgrund des geringen Platzes wurden die Pfeifen des Pedalregisters hinter der Orgel parallel zur Kirchenwand aufgestellt (teilweise liegend) und mit einer elektrischen Traktur versehen.
Die Orgel besitzt sieben Register, verteilt auf ein Manual und Pedal. Die Windlade ist im Manual als geteilte Schleiflade ausgeführt (Teilung zwischen b0 und h0), die Registertrakturen sind mechanisch, die Spieltrakturen des Manuals mechanisch und die des Pedals elektrisch.
Die Disposition lautet:
| Manual C–g3     |    |     |  |
| Gedackt         | 8′ | B/D |  |
| Prinzipal       | 4′ | B/D |  |
| Rohrflöte       | 4′ | B/D |  |
| Gemshorn        | 2′ | B/D |  |
| Sesquialtera II |    | D   |  |
| Scharff III     |    | B/D |  |
| Tremulant       |    |     |  |

| Pedal C–f1 |     |  |
| Subbaß     | 16′ |  |

- Koppeln: I/P (als Fußtritt)